# Теодолинда
Теодолинда или Теуделинда (Theodolinda; Theudelinde, Theodolinde, Theodelind; * 570, Бавария; † 627/628 при Варена на езерото Комо, погребана в Сан Джовани в Монца) е кралица на лангобардите. Теодолинда се чества от Католическата църква като светица на 22 януари.

## Произход
Дъщеря е на херцог Гарибалд I от баварската династия на Агилолфингите и на Валдерада – дъщеря на лангобардския крал Вахо и вдовица на краля на франките Теодебалд. По майчина линия Теодолинда е роднина с лангобардската кралска династия Летинги.

## Кралица на лангобардите

### Брак с Аутари
Първоначално е сгодена едва 15-годишна благодарение на брачната политика на баща ѝ за краля на франките Хилдеберт II. След развалянето на годежа я сгодяват за Аутари, който отива да поиска ръката ѝ дегизиран. Теодолинда заминава заедно с брат си Гундоалд в Италия, където е провъзгласен от Аутари за херцог на Асти.

### Брак с Агилулф
Крал Аутари умира на 5 септември 590 г. Още през същия месец или най-късно през ноември Теодолинда се омъжва за Агилулф, херцог на Торино, който през май 591 г. е провъзгласен за крал на лангобардите в Милано. След 590 г. Теодолинда кара да построят в Монца кралска лятна резиденция и църквата Сан Джовани.
Чрез женитбата легитимацията на Агилулф се засилва. Теодолинда има влияние върху управлението, преди всичко върху религиозната политика. Католичка, която си кореспондира с папа Григорий Велики, тя има голямо влияние върху арианския си съпруг, който се доближава до католическата църква, връща заграбените ѝ имущества и разрешава завръщането на някои от избягалите от лангобардите епископи в техните диоцези.
На 7 април 603 г. в Монца кръщават в католическата вяра единственият ѝ син Адалоалд, който през 604 г. е издигнат, следвайки римско-императорската традиция, за съ-крал. През 613 г. Теодолинда подпомага чрез даряването на земи мисията на ирландеца Св. Колумбан при основаването на Абатството на Св. Коломбан в Бобио – един от най-важните монашески центрове в Европа.

### Регент на Адалоалд
През 616 г. умира Агилулф. Понеже синът им Адалоалд е още малолетен, Теодолинда ръководи кралството като регентка. И след неговото пълнолетие тя влияе на сина си да води приятелска политика с Католическата църква и с Византийския император, което предизвиква силни реакции в кралството и води до последвалото му детрониране и смърт.

## Следващи години
Новият крал Ариоалд се жени за Гундеперга, дъщерята на Теодолинда, която по-късно се омъжва и за крал Ротари. Скоро след смъртта на сина си умира и Теодолинда, макар че точната година на смъртта ѝ е неизвестна.
През 652 г. синът на брат ѝ херцог Гундоалд от Асти (565 – 612) се възкачва на престола под името Ариперт I и отново член от семейството ѝ идва на власт.
Като един от нейните църковно-политически съветници се счита Секундус от Тренто, който си кореспондира с папа Григорий и е кръстник на Адалоалд. Секундус пише историческо произведение (понастоящем загубено), в което Теодолинда е представена много позитивно. Върху това описание се базират вероятно итвърденията на Павел Дякон, който относно този период ползва главно трудовете на Секундус. Понеже книгата на Секундус прекъсва през 612 г., за следващите години от живота на Теодолинда Павел Дякон (който е основен източник за онова време) дава съвсем малко сведения.

## Деца
От първия си брак с Аутари:
- Гундеперга, лангобардска кралица (625 – 652)

От втория си брак с Агилулф:
- Адалоалд, по-късният крал (* 602)